# Astragalus troglodytus
Astragalus troglodytus är en ärtväxtart som beskrevs av Sereno Watson. Astragalus troglodytus ingår i släktet vedlar, och familjen ärtväxter. Inga underarter finns listade i Catalogue of Life.